# Shen Yunying
Shen Yunying (xinès simplificat: 沈云英, pinyin: Shěn Yúnyīng; 1624–1660), també coneguda com Shen Guandi (xinès simplificat: 沈官弟, pinyin: Shěn Guāndì) va ser una general xinesa de l'exèrcit imperial durant la dinastia Ming.

## Biografia
Shen Yunying fou la filla del general Shen Zhixu. De petita, es va interessar per les arts marcials i va llegir molts llibres sobre aquest tema. De major, acompanyaria el seu pare en les seves missions i aprendria les arts militars.

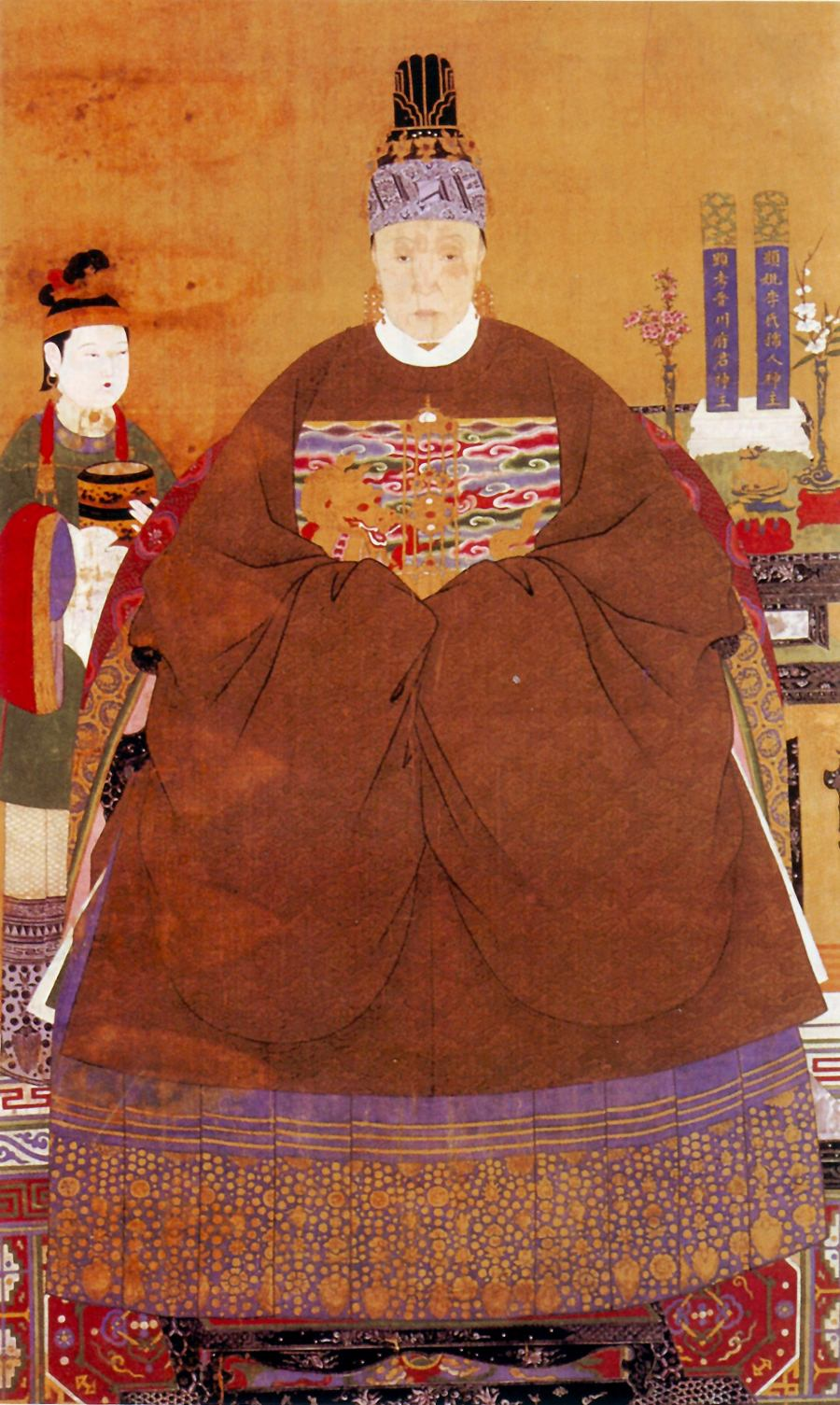
Retrat d'una dona aristocràtica del període Ming, artista desconegut,.

El 1643, el seu pare va morir en la batalla contra l'exèrcit rebel de Zhang Xianzhong a Daozhou, província de Hunan. En aquell moment, Shen Yunying va assumir el seu lloc al comandament durant la lluita i va portar els soldats a la victòria. Com a reconeixement, se li va oferir el càrrec del seu pare, que va acceptar, i es va convertir en general de les forces de guerrilla (Youji Jiangjun).
Shen Yunying demostrà una gran habilitat militar en la seva lluita per protegir la dinastia Ming dels exèrcits de la dinastia Qing dirigits per Li Zicheng i la seva dona, Gao Guiying, una altra gran comandant de l'època. Però no va aconseguir evitar la pèrdua de Pequín l'any 1644 i la mort de Chongzhen, l'últim emperador de la dinastia Ming.
El mateix any morí el seu marit en combat, un any després del seu pare, mentre lluitava contra els exèrcits rebels a Jingzhou. Després d'aquests fets, Shen Yunying va perdre tota voluntat de lluitar i es va retirar a la vida privada, dimitint dels seus càrrecs. Portà els cossos dels difunts a la seva província per fer-se càrrec dels respectius funerals.
Un cop reincorporada a la vida de civil va fundar una escola per a les noies del seu clan que proporcionava coneixements acadèmics i d'arts marcials.
Va morir el 1660, als 36 anys.

## En la cultura popular
La història de la vida de Shen es va tornar a explicar en diverses obres de la literatura. Dong Rong [zh] (m. 1760) va publicar una obra de teatre sobre Shen Yuying i una altra figura militar femenina notable, Qin Liangyu.
Al segle xix, Zhang Chaixin va celebrar les gestes heroiques de Shen Yunying en el poema "La balada de la general Shen", que la representa com una poderosa guerrera i filla filial, així com una escriptora dotada, tot i que cap dels seus escrits ha sobreviscut.
Al segle xx, Cheng Yanqiu, un dels quatre grans intèrprets de papers dan a l'òpera de Pequín, també va escriure una òpera sobre Shen Yunying.
També apareix en una obra segle xviii i en diversos poemes (entre els quals destaquen els de la poetessa revolucionària Qiu Jin).